# NGC 51
NGC 51은 안드로메다자리 방향에 있는 렌즈형 은하이다.

## 같이 보기
- 렌즈형은하
- NGC 1 ~ 999 목록
- 안드로메다자리